# Malea ringens
Malea ringens là một loài ốc biển lớn, là động vật thân mềm chân bụng sống ở biển trong họ Tonnidae.